# Darko
Darko (kyrillisch: Дарко) ist ein männlicher Vorname, der überwiegend im ehemaligen Jugoslawien verbreitet ist.

## Herkunft
Der Name Darko kommt von dem slawischen Wortstamm dar (kyrillisch: дар) und bedeutet auf Deutsch übersetzt Geschenk, Begabung.

## Bedeutung
Jemand der schenkt bzw. ein Mann dieses Namens soll ein Geschenk des Himmels sein und/oder in seinem Leben reich beschenkt werden. 

## Bekannte Namensträger

### Vorname
- Darko Anić (* 1957), kroatisch-französischer Schachspieler
- Darko Bodul (* 1989), österreichischer Fußballspieler
- Darko Ćurdo (1944–2003), jugoslawischer Künstler und Schauspieler
- Darko Jorgić (* 1998), slowenischer Tischtennisspieler
- Darko Kovačević (* 1973), serbischer Fußballspieler
- Darko Milanič (* 1967), jugoslawischer und slowenischer Fußballspieler und -trainer
- Darko Miličić (* 1985), serbischer Basketballspieler
- Darko Pančev (* 1965), jugoslawischer und mazedonischer Fußballspieler
- Darko Rundek (* 1956), jugoslawischer und kroatischer Musiker und Schauspieler

### Familienname
- Amma Darko (* 1956), ghanaische Schriftstellerin
- Daniel Darko (* 1986), ghanaischer Gewichtheber
- Jesse Darko (* 1993), österreichisch-walisischer Fußballspieler
- John Martin Darko (1945–2013), Altbischof von Sekondi-Takoradi
- Kwabena Darko (* 1942), ghanaischer Politiker, Pastor und Industrieller
- Kwadjo Adjei Darko (* 1948), ghanaischer Politiker
- Richmond Darko (* 2002), ghanaischer Fußballspieler

### Pseudonym
- Luna Darko, deutsche Webvideoproduzentin und Autorin

### Fiktive Figuren
- Donnie Darko aus dem gleichnamigen Spielfilm